# 영주 석교리 석조여래입상
영주 석교리 석조여래입상(榮州 石橋里 石造如來立像)은 대한민국 경상북도 영주시 순흥면 석교리에 있는, 남북국 시대 신라의 불상이다.
1963년 1월 21일 대한민국의 보물 제116호 영주석교리석불상(榮州石橋里石佛像)으로 지정되었다가, 2010년 8월 25일 현재의 명칭으로 변경되었다.

## 개요
이 불상은 발견 당시 목에는 금이 가고 발목 아래는 땅에 묻혀 불완전한 상태였으나 현재는 보수정비를 통해 양감이 강조된 발과 유려하게 흘러내린 옷자락 등 생동감 있는 세부묘사를 확인할 수 있다.
작은 소라 모양의 머리칼을 붙여 놓은 머리에는 상투 모양의 머리(육계)가 큼직하게 솟아 있고, 세련된 이목구비를 갖춘 얼굴은 둥글고 우아한 모습이다. 신체는 몸에 꼭 붙은 오른팔이나 쳐진 어깨 등에서 다소 부자연스럽지만, 넓은 어깨와 잘록한 허리, 양감있는 다리에서 생동감이 그대로 드러난다. 양 어깨를 감싸고 있는 옷은 자연스럽게 흘러내리고 있으며, 옷깃은 굵은 선으로 둥글게 표현하였다. 특히 양 다리에서는 각각 동심타원형의 주름을 표현하고 있는데, 이는 삼국시대 불상에서 볼 수 있는 독특한 표현기법이다.
동심타원형의 주름이 삼국시대 작품인 장창곡불보다는 형식적이면서, 고려 초기에 만들어진 함안 대산리 석조삼존상(보물 제71호)보다는 덜 형식적인 점을 볼 때, 만들어진 시대는 통일신라로 추정된다. 이 불상은 다소 이완되고 형식화되어 가는 면도 보이지만 아직까지는 긴장감 넘치고 우아하며 세련된 특징을 보여주는 훌륭한 작품이라 하겠다.

## 참고 자료
- 영주 석교리 석조여래입상 - 국가유산청 국가유산포털